# LAPA FA-03

LAPA FA-03

LAPA FA-03은 브라질에서 1983년에 개발된 돌격용 소총으로써 브라질 경찰 및 특수기동대 무장을 목적으로 제작된 돌격소총이다.
불펍식 화기 종류 중 하나이며, 주로 발사 준비 상태로 휴대가능하다.
구경은 5.56mm이고 무게는 3.5kg이다.
전체길이 738mm, 총열길이 490mm이며 총구의 속도는 975m/sec이다.
탄창은 20발 또는 30발 STANAG탄창 또는 30발 탈부착식 플라스틱 상자형 탄창이다.
사정거리는 550m이며 가스압회전 노리쇠로 작동을 한다.

## 같이 보기
- 헤클러운트코흐 G36
- K2 소총